# Lepidodes
Lepidodes é um gênero de traça pertencente à família Arctiidae.